# Abbaye Val Notre-Dame
L’abbaye Val Notre-Dame est une abbaye de l'Ordre cistercien de la stricte observance (abbaye trappiste), construite en 2007-2009. Elle est située au pied de la Montagne-Coupée à Saint-Jean-de-Matha, dans la région de Lanaudière. C’est un bâtiment en bois de 5 800 m2 sur deux étages comprenant l’enceinte monastique, une église, une porterie et une hôtellerie. Outre le monastère, le site comprend deux jardins, celui des moines et celui des hôtes du côté de l’étang. Un potager, un chemin de croix et des stations de méditation sont aménagés dans ces jardins. Le site comprend aussi un magasin et un atelier.

## Histoire
L'abbaye Val Notre-Dame a été construite afin de reloger les moines de l'abbaye d'Oka, devenue trop vaste à gérer et à entretenir pour la communauté cistercienne. Par ailleurs, l'étalement urbain autour de l'abbaye d'Oka a compliqué le cadre de vie monastique.
L'abbaye Val Notre-Dame est le cinquième monastère habité par la communauté depuis sa fondation au Québec en 1881 par des moines trappistes venus du monastère de Bellefontaine en France. Connu sous le nom de La Trappe d'Oka, ce monastère atteindra son apogée dans les années 1950 avec un total de 177 moines et deviendra célèbre grâce à son fameux fromage : le fromage d'Oka.
- 1881-1890 : Oka, premier monastère en bois. Il deviendra en 1890 l'École d'Agriculture d’Oka. Détruit en 1929. Site de l’actuelle école secondaire d'Oka (anciennement appelé école Saint-Pierre).

- 1890-1902 : Oka, deuxième monastère, détruit par le feu.

- 1902-1915 : Oka, troisième monastère, détruit aussi par le feu.

- 1915-2009 : Oka, quatrième monastère, construit dans les murs du troisième. Furent ajoutés un autre cloître, une bibliothèque et un réfectoire. La communauté comptait alors 178 moines. Rénové en 1990, ce monastère fut vendu en 2007. En attendant que la nouvelle construction soit prête à Saint-Jean-de-Matha, les moines ont continué à habiter le monastère d’Oka en vertu d’un bail consenti par le nouveau propriétaire.

- 2007 : Saint-Jean-de-Matha, cinquième monastère. Les travaux de construction s'étendent de 2007 à 2009. La firme d’architectes est l’Atelier Pierre Thibault inc.

L'abbaye Val Notre-Dame est la maison-mère du monastère Notre-Dame de Mistassini.

## Éphémérides
- Mars 2004 : achat d’un terrain de la famille Gadoury à Saint-Jean de Matha.

- 6 mai 2004 : lancement d'un concours d'architecture pour l'élaboration d'un nouveau monastère.

- 28 septembre 2004 : annonce du lauréat du concours d’architecture, l’architecte Pierre Thibault. Une soixantaine de projets anonymes avaient été soumis au jury.

- 11 mai 2007 : vente de l'abbaye Notre-Dame-du-Lac d’Oka à La Corporation de l'abbaye d'Oka.

- 13 août 2007 : bénédiction du terrain du futur monastère et première levée de terre par Dom Yvon-Joseph. Début de la construction.

- 27 août 2007 : Nom du  nouveau monastère, l’abbaye Val Notre-Dame.

- 18 mai 2008 : bénédiction de la pierre angulaire et des fondations de l’église abbatiale, en présence de Dom Yvon-Joseph Moreau, Père Abbé Général, et de Mgr Gilles Lussier, évêque du diocèse de Joliette.

- Mercredi 18 février 2009 : aménagement des premiers moines dans le nouveau monastère du Val Notre-Dame. Ce sont les moines de l’équipe du noviciat, ils sont chargés de l’accueil des autres moines dans les jours suivants.

- Dimanche 22 février 2009 : dernière eucharistie ouverte au public dans l’église du monastère d’Oka. Fermeture de l’accueil au monastère d’Oka.

- Mercredi 25 février 2009 : célébration des Cendres dans ce qui sera la salle du chapitre et la salle communautaire, l’église n’étant pas terminée. C’est la première fois que toute la communauté se trouve réunie au Val Notre-Dame.

- Samedi 28 février 2009 : dernière eucharistie dans l’église du monastère d’Oka, réservée aux moines. Au terme de la célébration, le Père Abbé prononçait un décret par lequel cette église était rendue à son usage profane et n’était plus lieu de culte, à moins que les autorités diocésaines n’en décident autrement dans l’avenir. Dernière sonnerie solennelle des cloches du monastère d’Oka. Départ définitif d’Oka et arrivée au Val Notre-Dame. Tous les moines quittent Oka sauf le Frère Jean qui quittera le 28 mars.

- Dimanche 1er mars 2009 : entrée officielle dans le diocèse de Joliette, dans le cadre d’une célébration d’accueil à la cathédrale, selon une coutume antique qui remonte au Moyen Âge.

- Mi-mars 2009 : reprise des activités de production à la chocolaterie, sous la direction de F. Martin.

- Jeudi 19 mars 2009 : le Frère Rosaire sonne, pour la première fois, le carillon des cloches extérieures, actionné électriquement, et non manuellement comme à Oka.

- Samedi 28 mars 2009 : fin officielle du bail avec la Corporation du monastère d’Oka. Départ du dernier moine, le Frère Jean, resté jusque-là à Oka pour assurer la sécurité du bâtiment, et arrivée au Val Notre-Dame.

- Dimanche 4 avril 2009 : inauguration de la nouvelle église dans l’intimité de la communauté. Depuis l’installation de la communauté en février, les célébrations avaient lieu dans la salle du chapitre. Au sujet de la nouvelle église, le Frère Sylvain Mailhot écrit dans les chroniques de la communauté : « Nous en apprécions les proportions, avec ses vingt-huit stalles et son presbytère plus ajusté à la taille de notre communauté actuelle. L’acoustique y est aussi excellente : la preuve en est que, depuis l’autel qui se trouve tout au centre du presbytère, la voix de notre P. Abbé, qui n’est pourtant pas très forte, peut résonner et emplir l’église entière, et ce même sans système de sonorisation. La  grande baie vitrée, au chevet de l’église, nous donne de saluer chaque matin le soleil qui se lève au-dessus du mont Saint-Joseph juste en face de nous, et de contempler tout le jour la beauté de la forêt environnante; des toiles rétractables ont toutefois été disposées dans les fenêtres du haut, pour tamiser à certains jours l’ardeur des rayons de soleil. »

- Mi-avril 2009 : reprise des activités de production à la pâtisserie.

- Samedis et dimanches 18 avril 2009, 19 avril 2009, 25 avril 2009 et 26 avril 2009 : installation de l’orgue Kney dans l’église.

- Dimanche 3 mai 2009 : célébration d’accueil de la communauté à l'église du village de Saint-Jean-de-Matha.

- Dimanche 10 mai 2009 : première eucharistie ouverte au public dans l’église du Val Notre-Dame. Reprise du service à la porterie par les frères anciens.

- Dimanche 31 mai 2009 : profession solennelle du Frère Martin Lortie, première profession solennelle au nouveau monastère du Val Notre-Dame.

- Début juin 2009 : cérémonie dans l’église marquant le début de l'abbatiat de Dom André présidée par l’évêque, Mgr Gilles Lussier, en présence d'abbés et d'abbesses venus au lendemain de la réunion régionale canadienne et d'un grand nombre d’invités.

- Samedi 4 juillet 2009 : journée portes ouvertes à l’abbaye, pour la population de Saint-Jean-de-Matha, et ouverture officielle du magasin. Frère Clément est le responsable de ce commerce où s'écoulent du caramel, des chocolats, du beurre d’arachides, des gâteaux et beaucoup d'autres articles à caractère spirituel.

- Fin d'août 2009 : installation du tabernacle définitif de l'église.

- Lundi 31 août 2009 : ouverture officielle de l’Hôtellerie monastique après plus d'une année de fermeture à cause du transfert de la communauté d'Oka à la Montagne-Coupée. L’hôtellerie compte 13 chambres.

- Jeudi 24 septembre 2009 : bénédiction du monastère en présence de Dom André, Père Abbé Général, et de Mgr Gilles Lussier, évêque du diocèse de Joliette

- Vendredi 9 octobre 2009 : dédicace de l’église

## Pères Abbés
1. 2007-2008 : Dom Yvon-Joseph Moreau, nommé évêque du diocèse de Sainte-Anne-de-la-Pocatière le 18 octobre 2008
2. Depuis le 15 novembre 2008 : Dom André Barbeau